# Lloyd 250
Lloyd LP 250 — небольшой автомобиль, представленный в июне 1956 года и выставлявшийся на продажу до 1957 года компанией Lloyd Motoren Werke G.m.b.H. из Бремена. Кузов и ходовая часть были заимствованы у существующего Lloyd LP 400. LP 250 отличался тем, что объём его двухцилиндрового двухтактного двигателя был уменьшен до 250 см³. Это обеспечило заявленную максимальную мощность всего в 8 кВт (11 л. с.; 11 л. с.) при 5000 об/мин, что даже меньше, чем 9,8 кВт (13,3 л. с.; 13,1 л. с.) у LP 400.
Lloyd LP 250 стал известен в Германии как «Автомобиль для испытаний на вождение» («Prüfungsangst-Auto»), поскольку, согласно действовавшим в то время классификациям лицензий, транспортные средства с объёмом двигателя менее 250 см³ подпадали под более доступную категорию водительских прав (категория лицензии 4), чем автомобили с большим двигателем.[1] Предположительно, в то время, когда были разработаны категории водительских прав, законодателям не приходило в голову, что такая категория может включать четырёхместный легковой автомобиль. В последующие годы пожилые автомобилисты, которые никогда не приобретали более обычного водительского’